# Anna Blinkova

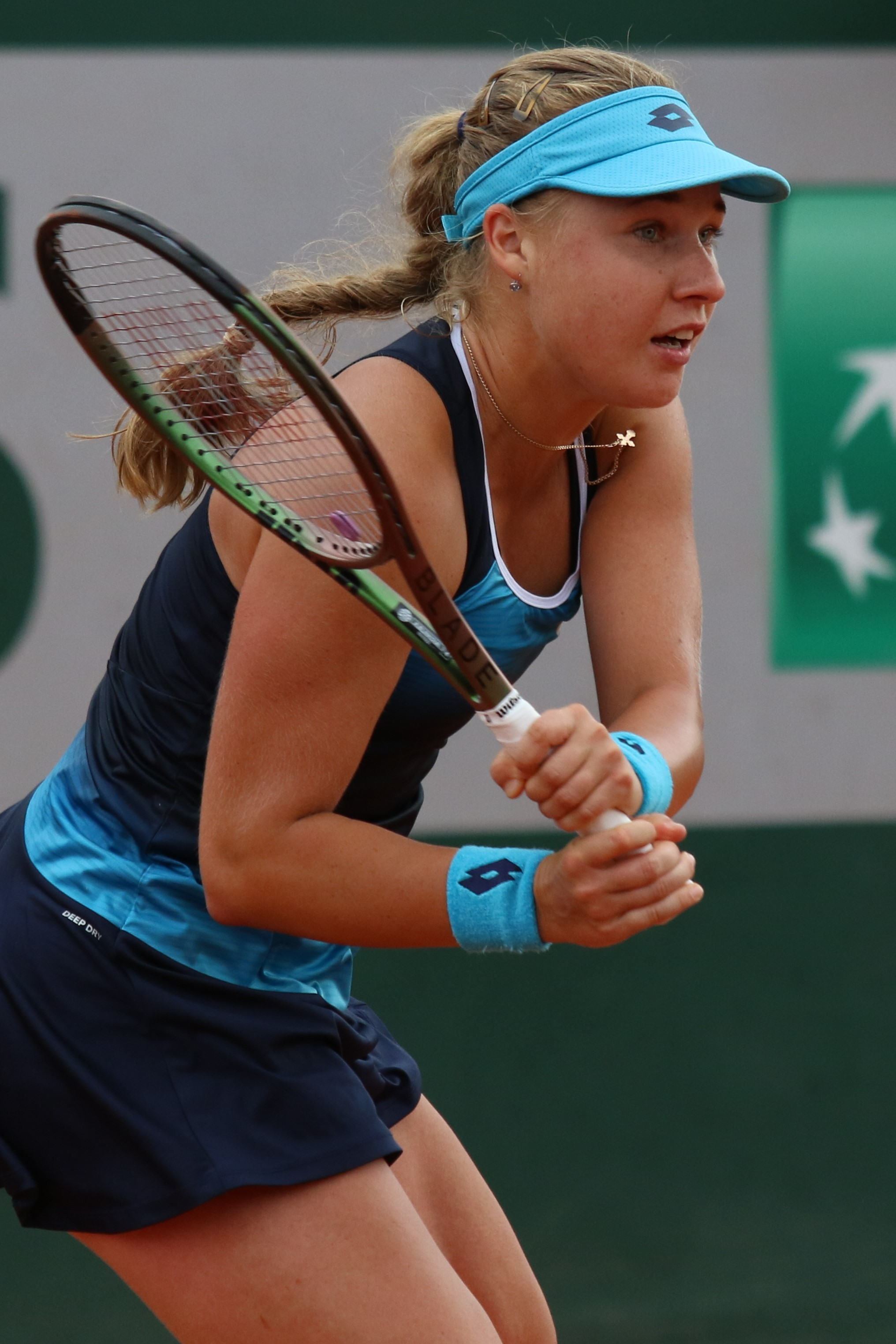
Roland Garros 2022 (kwalificatie)

Anna Vladímirovna Blinkova (Russisch: Анна Владимировна Блинкова) (Moskou, 10 september 1998) is een tennisspeelster uit Rusland. Haar favoriete ondergrond is hardcourt. Zij speelt rechtshandig en heeft een tweehandige backhand. Zij is actief in het internationale tennis sinds 2015.

## Loopbaan

### Enkelspel
In 2015 werd Blinkova tweede op het meisjestoernooi van Wimbledon.
Blinkova debuteerde bij de volwassenen in 2015 op het ITF-toernooi van El Kantaoui (Tunesië) – in de eerste ronde versloeg zij de Nederlandse Erika Vogelsang. Zij stond in 2016 voor het eerst in een finale, op het ITF-toernooi van Stuttgart (Duitsland) – hier veroverde zij haar eerste titel, door de Griekse Valentini Grammatikopoulou te verslaan. Tot op heden(maart 2025) won zij vier ITF-titels, de meest recente in 2024 in Macon (VS).
In 2015 kwalificeerde Blinkova zich voor het eerst voor een WTA-hoofdtoernooi, op het toernooi van Limoges. In 2017 nam zij voor het eerst deel aan een grandslamtoernooi, op het Australian Open, waar zij zich via het kwalificatietoernooi een plek in de hoofdtabel had veroverd – in haar openingspartij versloeg zij de Roemeense Monica Niculescu. Zij bereikte de derde ronde op het Premier Five-toernooi van Doha 2018, waar zij won van Kristina Mladenovic (WTA-13) en Jelena Vesnina. Zij stond in 2019 voor het eerst in een WTA-finale, op het toernooi van New Haven – hier veroverde zij haar eerste titel, door de Amerikaanse Usue Maitane Arconada te verslaan. Tot op heden(maart 2025) won zij twee WTA-titels, de andere op het toernooi van Cluj-Napoca 2022.
Haar beste resultaat op de grandslamtoernooien is het bereiken van de derde ronde, voor het eerst op Roland Garros 2019. In september 2018 kwam zij binnen in de top 100, in juni 2023 in de top 50. Haar hoogste notering op de WTA-ranglijst is de 34e plaats, die zij bereikte in augustus 2023.

### Dubbelspel
Blinkova was in het dubbelspel minder actief dan in het enkelspel, maar boekte daarin wel betere resultaten. Zij debuteerde in 2015 op het ITF-toernooi van El Kantaoui (Tunesië), samen met de Française Tessah Andrianjafitrimo – hier veroverde zij haar eerste titel, door het duo Arabela Fernández Rabener en Eva Wacanno te verslaan. Tot op heden(maart 2025) won zij elf ITF-titels, de meest recente in 2022 in The Bronx (VS).
In 2017 speelde Blinkova voor het eerst op een WTA-hoofdtoernooi, op het toernooi van Boedapest, samen met de Hongaarse Panna Udvardy. Zij stond in 2018 voor het eerst in een WTA-finale, op het toernooi van Rabat, samen met de Roemeense Raluca Olaru – hier veroverde zij haar eerste titel, door het koppel Georgina García Pérez en Fanny Stollár te verslaan. In 2019 won zij haar tweede titel, in New Haven, samen met de Georgische Oksana Kalasjnikova.
In 2024 won Blinkova haar derde WTA-titel, op het toernooi van Monastir, met de Egyptische Mayar Sherif aan haar zijde.
In 2025 volgde de vierde, samen met de Chinese Yuan Yue, op het toernooi van Austin.
Haar beste resultaat op de grandslamtoernooien is het bereiken van de halve finale, op het US Open 2020, samen met landgenote Veronika Koedermetova. Haar hoogste notering op de WTA-ranglijst is de 45e plaats, die zij bereikte in september 2020.

### Tennis in teamverband
In 2017 en 2020 maakte Blinkova deel uit van het Russische Fed Cup-team – zij behaalde daar een winst/verlies-balans van 2–1.

## Posities op deWTA-ranglijst
Positie per einde seizoen:
| jaar | rang enkelspel | rang dubbelspel |
| ---- | -------------- | --------------- |
| 2015 | 826            | 1034            |
| 2016 | 206            | 534             |
| 2017 | 136            | 118             |
| 2018 | 98             | 100             |
| 2019 | 59             | 56              |
| 2020 | 60             | 51              |
| 2021 | 155            | 66              |
| 2022 | 80             | 138             |
| 2023 | 54             | 572             |
| 2024 | 76             | 103             |

## Palmares
| Legenda                 |
| ----------------------- |
| Grandslamtoernooi       |
| Olympische Spelen       |
| Year-End Championships  |
| Premier Mandatory       |
| Premier Five / WTA 1000 |
| Premier / WTA 500       |
| International / WTA 250 |
| Challenger / WTA 125    |

### WTA-finaleplaatsen enkelspel
| nr.              | finale     | toernooi        | ondergrond    | tegenstandster        | score         |         |
| ---------------- | ---------- | --------------- | ------------- | --------------------- | ------------- | ------- |
| gewonnen finales |            |                 |               |                       |               |         |
| 1.               | 2019-09-08 | WTA New Haven   | hardcourt     | Usue Maitane Arconada | 6-4, 6-2      | details |
| 2.               | 2022-10-16 | WTA Cluj-Napoca | hardcourt (i) | Jasmine Paolini       | 6-2, 3-6, 6-2 | details |
| verloren finales |            |                 |               |                       |               |         |
| 1.               | 2022-05-08 | WTA Saint-Malo  | gravel        | Beatriz Haddad Maia   | 6-7, 3-6      | details |
| 2.               | 2023-05-27 | WTA Straatsburg | gravel        | Elina Svitolina       | 2-6, 3-6      | details |
| 3.               | 2024-10-26 | WTA Tampico     | hardcourt     | Marina Stakusic       | 4-6, 6-2, 4-6 | details |

### WTA-finaleplaatsen vrouwendubbelspel
| nr.              | finale     | toernooi      | ondergrond | partner             | tegenstandsters                      | score             |         |
| ---------------- | ---------- | ------------- | ---------- | ------------------- | ------------------------------------ | ----------------- | ------- |
| gewonnen finales |            |               |            |                     |                                      |                   |         |
| 1.               | 2018-05-04 | WTA Rabat     | gravel     | Raluca Olaru        | Georgina García Pérez Fanny Stollár  | 6-4, 6-4          | details |
| 2.               | 2019-09-07 | WTA New Haven | hardcourt  | Oksana Kalasjnikova | Usue Maitane Arconada Jamie Loeb     | 6-2, 4-6, [10-4]  | details |
| 3.               | 2024-09-14 | WTA Monastir  | hardcourt  | Mayar Sherif        | Alina Kornejeva Anastasija Zacharova | 2-6, 6-1, [10-8]  | details |
| 4.               | 2025-03-02 | WTA Austin    | hardcourt  | Yuan Yue            | McCartney Kessler Zhang Shuai        | 3-6, 6-1, [10-4]  | details |
| verloren finales |            |               |            |                     |                                      |                   |         |
| 1.               | 2019-02-03 | WTA Hua Hin   | hardcourt  | Wang Yafan          | Irina-Camelia Begu Monica Niculescu  | 6-2, 1-6, [10-12] | details |
| 2.               | 2021-02-19 | WTA Melbourne | hardcourt  | Anastasija Potapova | Ankita Raina Kamilla Rachimova       | 6-2, 4-6, [7-10]  | details |
| 3.               | 2022-09-18 | WTA Chennai   | hardcourt  | Natela Dzalamidze   | Gabriela Dabrowski Luisa Stefani     | 1-6, 2-6          | details |

## Resultaten grandslamtoernooien
| Legenda | Legenda                          |
| ------- | -------------------------------- |
| g.t.    | geen toernooi gehouden           |
| l.c.    | lagere categorie                 |
| –       | niet deelgenomen                 |
| G       | uitgeschakeld in de groepsfase   |
| 1R      | uitgeschakeld in de eerste ronde |
| 2R      | uitgeschakeld in de tweede ronde |
| 3R      | uitgeschakeld in de derde ronde  |
| 4R      | uitgeschakeld in de vierde ronde |
| KF      | uitgeschakeld in de kwartfinale  |
| HF      | uitgeschakeld in de halve finale |
| F       | de finale verloren               |
| W       | het toernooi gewonnen            |
| w-v     | winst/verlies-balans             |

### Enkelspel
| toernooi        | 2017 | 2018 | 2019 | 2020 | 2021 |    | 2023 | 2024 | 2025 |
| --------------- | ---- | ---- | ---- | ---- | ---- | -- | ---- | ---- | ---- |
| Australian Open | 2R   | 1R   | 1R   | 2R   | 1R   | 1R | 3R   | 2R   |      |
| Roland Garros   | –    | –    | 3R   | 1R   | 1R   | 3R | 2R   |      |      |
| Wimbledon       | 1R   | 2R   | –    | g.t. | 2R   | 3R | 1R   |      |      |
| US Open         | 1R   | 1R   | 1R   | 1R   | 1R   | 1R | 1R   |      |      |

### Vrouwendubbelspel
| toernooi        | 2018 | 2019 | 2020 | 2021 | 2022 | 2023 | 2024 | 2025 |
| --------------- | ---- | ---- | ---- | ---- | ---- | ---- | ---- | ---- |
| Australian Open | –    | –    | 1R   | 1R   | 1R   | 1R   | 2R   | 2R   |
| Roland Garros   | 1R   | –    | 1R   | 1R   | 1R   | 1R   | 2R   |      |
| Wimbledon       | 1R   | 3R   | g.t. | 2R   | –    | 1R   | 2R   |      |
| US Open         | –    | 1R   | HF   | –    | –    | 1R   | 1R   |      |